# سوق الحريم
 سوق الحريم  هو أحد أسواق مدينة الكويت الشعبية و الذي يقع في سوق واجف القديم بالقرب من الجزء الجنوبي من الشارع الجديد (شارع عبد الله السالم) قبل بناء ذلك الشارع، ويمتد شمالاً إلى ما قبل مدخل سوق الغربللي، وكان عبارة عن أزقة ضيقة تجلس بها النساء والباعة المؤقتون لبيع مختلف أنواع السلع، حيث كانوا يفترشون الأرض واضعين أمامهم ما لديهم من سلع فوق قطعة من القماش أوالحصير لعرضها للبيع . وكانت النساء - اللائي تشكلن غالبية الباعة في ذلك المكان - يحتمين صباحا بظلال الحيطان إلى أن تشتد حرارة الشمس قبل الظهر حيث يغادرن إلى بيوتهن ليعدن مساء لمتابعة العمل. 

## السلع المباعة
يباع في السوق عدد كبير و متنوع من السلع. فهناك من يبيع الملابس النسائية و الرجالية المخيطة والأحذية. كما تباع هناك مستلزمات النساء ومواد الزينة، كالحناء والسدر والكحل والديرم ومواد كثيرة أخرى. ومن السلع المعروضة أيضا العُدد والأدوات المستخدمة في المنازل والمحلات، كالمطارق وأدوات النجارة الصغيرة والمسامير والأقفال، بالإضافة إلى احتياجات المنازل كأدوات المطابخ و أدوات الخياطة. وكانت تجلس في سوق واجف القديم أيضا عدد من النساء اللائي يبعن المنتجات الغذائية بكميات قليلة، كالبيض والدجاج الحي، بالإضافة إلى ما قد يكون لدى بعضهن من مواد أخرى، كالقمح والأرز.

## من النوادر
ومن المشاهد الطريفة التي كانت تعتبر جزءا من معالم ذلك السوق لفترة طويلة من الزمن ، وجود أحد الباعة ويدعى (بوبندر) كان له محل صغير عند مدخل سوق واجف يبيع فيه الملح و (القروف)، وكان بوبندر محبا للقطط حيث كانت تتجمع داخل محله ما بين 50 إلى 60 قطة مساء كل يوم، وكان بوبندر يتوجه يوميا إلى سوق السمك ليقوم بجمع الأسماك غير المباعة في زبيل كبير ليطعم بها القطط التي تتجمع حوله مساء كل يوم لتتناول الوجبة التي يعدها لها دون انقطاع.